# Jüri Lossmann

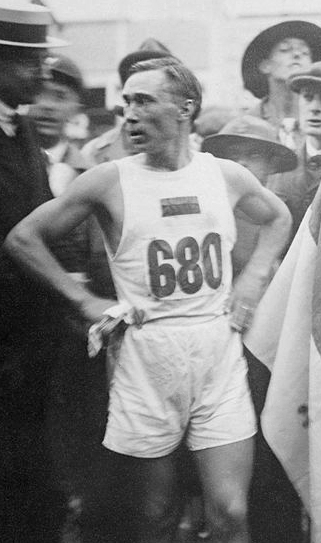
Jüri Lossmann 1920

Jüri Lossmann (* 23. Januarjul. / 4. Februar 1891greg. auf dem Gut Kabala, heute Landgemeinde Kõo, Kreis Viljandi, Estland; † 1. Mai 1984 in Stockholm) war ein estnischer Leichtathlet.

## Werdegang
Lossmann machte eine Ausbildung zum Goldschmied. Im Ersten Weltkrieg wurde er während seiner Dienstzeit in der zaristischen Armee verwundet. Früh fand er dennoch zum Leistungssport. 1916 wurde er russischer Meister im 5000-Meter-Lauf. Zwischen 1919 und 1924 war Lossmann fünffacher Meister über 5000 und 10.000 Meter.
Bei den Olympischen Sommerspielen 1920 in Antwerpen gewann Lossmann die Silbermedaille im Marathonlauf. Er benötigte am 22. August 1920 für die Strecke 2:32:48.6. Der Sieger, der Finne Hannes Kolehmainen, war nur 13 Sekunden schneller im Ziel. Bei den Olympischen Sommerspielen 1924 in Paris enttäuschte Lossmann mit dem 10. Platz.
1928 nahm Lossmann am berühmten amerikanischen Transkontinentallauf (Bunion Derby) von Los Angeles nach New York (ca. 5.000 km) teil.
Vor der sowjetischen Besetzung Estlands flüchtete er 1944 nach Schweden, wo er bis zu seinem Lebensende im Exil lebte. Er war dort ein angesehener Gold- und Silberschmied. 1964 fertigte er einen Silberpokal als Geschenk der estnischen Flüchtlingsgemeinde für König Gustav VI. Adolf an.